# La Parranda Magna
La Parranda Magna es un grupo de ska procedente de México.

## Historia
La Parranda Magna se formó en febrero de 2001; su debut fue el 8 de marzo del mismo año en la Facultad de Química de la UNAM. A finales de 2001 grabaron su primer demo el cual en 2002 llega a ser su primer disco bajo la disquera Rilos Disco, titulado “La última y nos vamos”, del cual destacan las canciones “Mujer maldad”, “2 de octubre” y “Calle soledad”.
En 2002 participaron en el acoplado “Escuela de baile 5” con el sello Pepe Lobo Records al lado de bandas como Sekta Core!, Nana Pancha y Royal Club.
A principios de 2013 el grupo realizó la “Gira Parrandera”: Teatro Ocampo de Morelia (donde grabaron un disco en vivo con poemas musicalizados de la poeta Frida Lara Klahr junto con otros grupos locales), Aguascalientes, Monterrey y Ciudad de México.

## Miembros
- David Gutiérrez, bajo y voz.
- Enrique Calderón, trompeta y coros.
- Alejandro Flores, saxofón y voz.
- Andrés Equihua, guitarra.
- Juan García, batería.

## Discografía

### Álbumes
- 2001: La última y nos vamos.
- 2002: Escuela de baile 5.
- 2003: La kruda realidad.
- 2005: Nunca nos compusimos
- 2005: La última y nos vamos. Edición especial.
- 2006: Homenaje maldito Vol. I
- 2006: Homenaje maldito vol. II
- 2006: Skaparate Fest 2
- 2007: Skalando juntos 2
- 2012: Pasión clandestina